# بایرون آلن
بایرون آلن فولکس معروف به بایرون آلن، یک تاجر آمریکایی، کمدین سابق، تهیه‌کننده تلویزیون، انسان دوست و بنیانگذار، مالک، رئیس و مدیر اجرایی شرکت تولید تلویزیون آمریکایی استودیو انترتینمنت است.